# Gerri de la Sal
|  | Aquest article és sobre la vila d'aquest nom. Per a l'antic municipi, vegeu Gerri de la Sal (antic municipi). |

Gerri de la Sal és la vila que fa de cap del terme municipal de Baix Pallars, a la comarca del Pallars Sobirà. A més, és el nom del municipi aprovat el 1980 per la Generalitat de Catalunya.
Formava un municipi independent, creat el 1812, al qual el 1969 li foren agregats els termes municipals de Peramea, Baén i Montcortès de Pallars. Aleshores va adoptar l'artificiós nom oficial de Baix Pallars. L'antic terme incloïa també els pobles de Bresca i Enseu.
Està situada a la vall de la Noguera Pallaresa, en un petit eixamplament de la seva vall entre els congosts d'Arboló i Collegats. Hi abunden les pinedes i rouredes, enmig d'un paratge no tan rocós com el veí congost de Collegats, però que ja comença a anunciar la força de la roca vertical. Gerri de la Sal és a la dreta del riu esmentat, enmig de les saleres que han donat nom a la vila, i que temps enrere permeteren que fos una autèntica potència econòmica gràcies al comerç de la sal.
El 2013 tenia 131 habitants.
Gerri de la Sal no té gentilici. Tot i això, popularment als habitants son anomenats com “Salats de Gerri” referència al seu passat saler, tot i que, també es reconeix com a expressió: “els de Gerri”.

## Etimologia
Del basc agirre (obert, exposat), segons Joan Coromines. Gerri és, a la vall de la Noguera Pallaresa, en un dels trams oberts, exposats al sol i al vent. L'afegitó de la Sal prové de les salines que durant molts anys foren la principal ocupació de la vila.

## Geografia

### La vila de Gerri de la Sal
La vila de Gerri fou una vila closa, de la qual encara es conserva el recinte tancat i un cert aire medieval, amb carrers estrets i zones porticades per a acollir el mercat. Arraïmada a la dreta de la Noguera Pallaresa, a migdia del pont, també medieval, que la comunicava amb el monestir de Santa Maria, que és davant per davant de la vila, a l'esquerra del riu. A dins de la vila closa es troba l'església parroquial de Sant Feliu.
La vila sofrí eixamples ja al final de l'edat mitjana, i anà creixent cap al sud (el Raval) i cap a ponent, enfilant-se al coster que protegeix la vila per aquell costat. Els edificis tardomedievals, com la Casa de la Sal (el Reial Alfolí de Gerri, com està escrit en el portal de l'edifici) són ja fora de la vila closa, a l'altre costat del camí ral, que resseguia en aquest tram el traçat de la carretera actual.

#### Les cases de la vila[5]
| - Borda de la Xica - Casa Alat - Casa Altura - Casa Antoni - Casa Baster (I) - Casa Baster (II) - Casa Benavent - Casa Bonic - Casa Borrell - Casa Botxaca - Casa Bresca - Casa Bringueret - Casa Burcions - Casa Burret - Casa Cadirat - Casa Cales - Casa Cameta - Casa Carnisser - Casa Carrabina - Casa Carrera - Casa Carrutxo - Casa Casilla - Casa Casillaire - Casa Celdoni - Casa Cisqueta - Casa Codó - Casa Coi - Casa Colomer | - Casa Coquet - Casa Cordeferro - Casa Cortassa - Casa Cuberes - Casa Deugràcies - Casa de la Doreta - Casa Enric - Casa Escales - Casa Escolàstica - Casa Esplugues - Casa Esteve - Casa Estevet - Casa Estgerier - Casa Farratjar - Casa Fedrico - Casa Ferrer - Casa Fèria - Casa Fideuer - Casa de la Fina - Casa Fleires - Casa Galló - Casa Gasol - Casa Gaspar - Casa Gassa - Casa Girallum - Casa Gordó - Casa Guardanou - Casa l'Hostalet | - Casa Irene d'Escales - Casa Jepín - Casa de la Josefina - Casa Josepàs - Casa de la Júlia - Casa Juliana - Casa Júlio - Casa Jumbau - Casa Liopau - Casa Liroi - Casa Lluís - Casa Magí - Casa Majordones - Casa de la Màlia - Casa Manset - Casa Manyanet - Casa Marcelino - Casa Marco - Casa Mariano - Casa de la Martina - Casa Martinet - Casa del Metge - Casa Mingo - Casa Miquelet de la Pepa - Casa de la Moga - Casa de la Mola - Casa Moliner - Casa Montrosset | - Casa Moreta (I) - Casa Moreta (II) - Casa Morreres - Casa Nan - Casa Navarra - Casa de la Narcisa - Casa de la Nati - Casa Pampana - Casa Pegot - Casa Pere - Casa Plancheria - Casa Plata - Casa Poldo - Casa Polla - Casa Potecari - Casa Prats - Casa Pui - Casa Puisà - Casa Quartel - Casa Quixal - Casa Rabassa - Casa Ramon - Casa Roman Balust - Casa Reboll - La Rectoria - Casa de la Riega - Casa Sabarís - Casa Samuel | - Casa Saquete - Casa Sastre - Casa Sastre Gall - Casa de la Seca - Casa Semino - Casa Simeta - Casa Simoneta - Casa Soquer - Casa Tano - Casa Tatet - Casa Tauret - Casa Tender - Casa Teuler - Casa Toaret - Casa Tomàs - Casa Tona - Casa Torredà - Casa Torres - Casa Tura - Casa Turonets - Casa Turons - Casa Txetxo - Casa Ventureta - Casa Vila - Casa Xamorro - Casa Xau - Casa Xic de Bolló - L'Era d'Astàsia |

## Història

### Edat contemporània

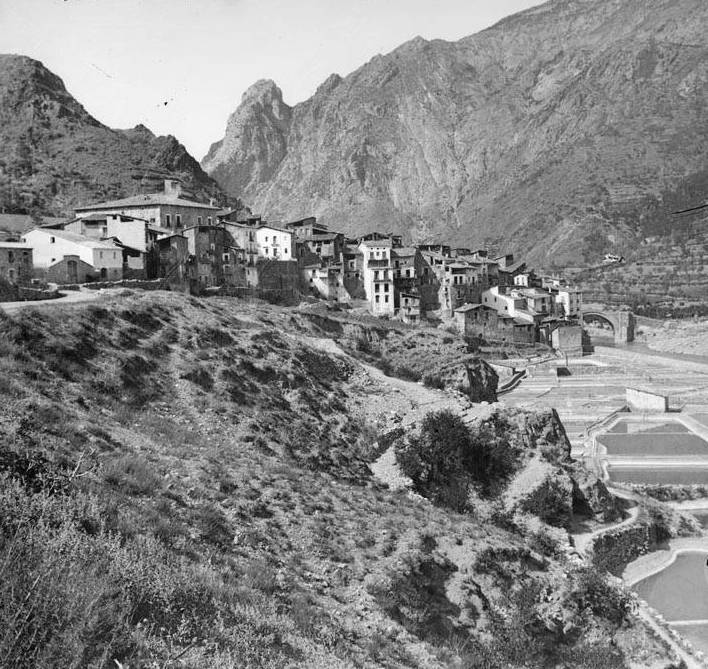
Gerri de la Sal, cap a 1890

Pascual Madoz dedica un article del seu Diccionario geográfico... a Gerri de la Sal (Gerri, simplement). S'hi llegeix que és una vila amb ajuntament i cap de l'abadiat del mateix nom. Està situada a la dreta de la Noguera Pallaresa, al recer de dues elevades muntanyes i la combaten els vents del nord i de l'est. El clima, tot i temperat, és propens a apoplexies. Tenia en aquell moment 90 cases de construcció mitjana, Casa de la Vila i presó, a més de l'edifici més notable de la vila: el magatzem i administració de la sal que es fabricava en aquesta població. També hi havia escola, freqüentada per uns seixanta nens, i església parroquial, dedicada a Sant Fèlix màrtir, servida per un capellà ordinari. Aquesta església ocupava en aquell moment l'antiga abadia de monjos benedictins, dominada per la muntanya d'Enseu i la Roca del Monestir. Un pont de fusta i un passeig arbrat comunicaven el poble amb l'antic monestir. A poca distància de les portes de la vila hi havia la font d'aigua salada amb la qual s'alimentaven les salines, que produïen molta sal. Aquesta sal s'exportava fins i tot a França.
Les terres, en general pedregoses i muntanyoses no donaven gaire producció. Esmenta el territori de Pentina, al sud de la vila, totalment despoblat d'arbres, en aquell moment. S'hi collia blat, sègol, ordi, patates, llegums, hortalisses, seda, cànem, ametlles, tota mena de fruites i, antigament, molta vinya, ja desapareguda en aquell moment, després dels intensos freds dels anys 1829 i 1830. S'hi criaven ovelles i mules, i hi havia caça de llebres, perdius i aus de pas, a més de pesca de truites, barbs i anguiles. La indústria existent era la derivada de l'agricultura i la cria de bestiar. Comptava amb 86 veïns (caps de casa) i 519 ànimes (habitants).

## Demografia
| 1718 | 1787 | 1860 | 1887 | 1900 | 1930 | 1950 | 1960 | 1970 | 1981 | 2000 | 2008 | 2010 | 2011 | 2013 |
| ---- | ---- | ---- | ---- | ---- | ---- | ---- | ---- | ---- | ---- | ---- | ---- | ---- | ---- | ---- |
| 244  | 413  | 762  | 573  | 449  | 391  | 326  | 347  | 193  | 125  | 126  | 152  | 148  | 136  | 131  |

El cens del 1860 inclou els pobles de Bresca i Enseu.

## Economia
L'activitat tradicional de la vila girava a l'entorn de la producció de la sal, i del comerç que s'hi generava. A més, la categoria de la població, vila, feia que s'hi desenvolupés un mercat setmanal d'importància, que tenia lloc el dissabte, al qual hi acudien des de tots els pobles del voltant, la majoria agrupats actualment en el terme municipal que Gerri presideix. Molts d'aquests pobles són en llocs allunyats de les vies de comunicació, cosa que no passava amb Gerri, per la qual cosa aquesta vila esdevenia el punt de trobada inevitable d'aquesta contrada.
No es coneix l'origen exacte de l'explotació de la sal, però hi ha molta documentació medieval que ja en parla. L'existència d'una font d'aigua salada i el fet que arran de la vila el riu formi una plana bastant ampla propiciaren que ja des d'antic es procedís a estendre l'aigua salada de la font a les eres d'assecat, la propietat de les quals es repartien els veïns de Gerri, de manera que més o menys cada família de la vila se'n podia beneficiar, sempre sota la vigilància del monestir de Gerri, que en tenia la propietat i el domini. Durant tot l'any es feien les feines preparatòries de la recol·lecta de la sal, que es feia després de l'estiu, quan amb la calor s'evaporava l'aigua i quedava la sal dipositada a les eres, degudament parcel·lades. En acabada la recol·lecta, cada casa portava la sal obtinguda a l'Alfolí, on es pesava i, posteriorment, es venia i es pagava a cadascú el que pertocava segons la sal que hagués aportat. La sal de Gerri era molt apreciada per la seva finor i la seva qualitat. En les èpoques més esplendoroses s'arribaven a recollir fins a 1.500 tones anuals de sal.
Són conegudes les rutes de traginers al llarg de tota l'edat mitjana per dur la sal a diferents destinacions, la majoria de l'entorn, però amb rutes que podien arribar a durar dues o tres jornades de camí. La indústria de la sal, la majoria de la qual s'havia de desenvolupar manualment, començà a decaure al llarg del segle xx, atès que les produccions industrialitzades de sal d'altres indrets la feien molt més econòmica, i començà a acabar-se el mercat per a la sal de Gerri. A més, unes quantes fortes avingudes d'aigua de la Noguera Pallaresa, en especial les del 1937 i després la del 1982, destruïren una part important de les saleres. En l'actualitat, primers anys del segle xxi, s'està duent a terme una rehabilitació de, almenys, una part de les saleres, amb més valor museístic que no pas com a activitat per aconseguir un rendiment econòmic.
Al marge de la sal, l'agricultura i la ramaderia tradicional, bovina, porcina i ovina compten entre els recursos econòmics de la localitat, com també l'explotació dels nombrosos i espessos boscos del terme i d'algunes pedreres, sobretot de guix i de calç.

## Llocs d'interès

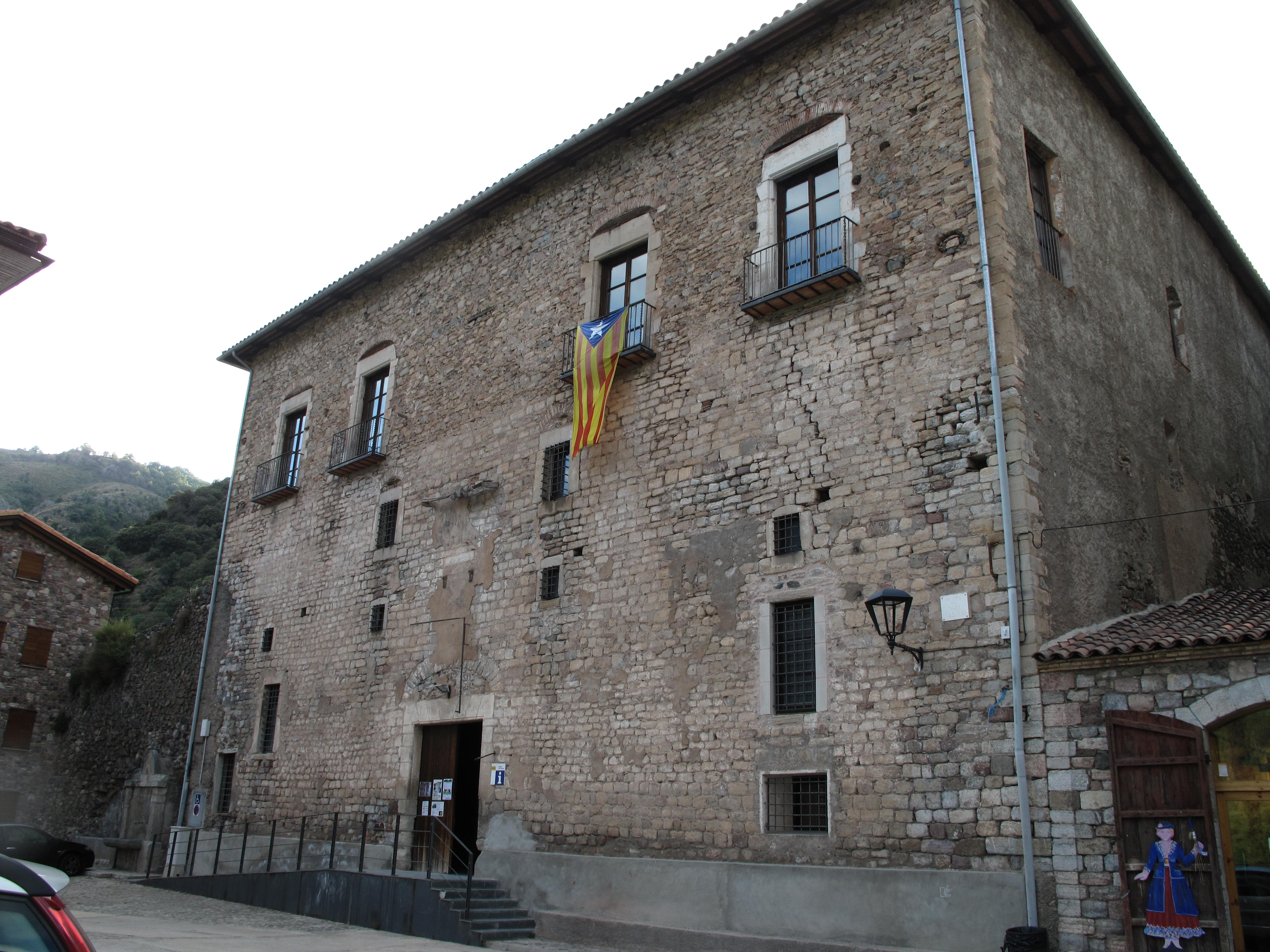
Alfolí de la sal, antic magatzem

- Edifici de la Casa de la Sal o Alfolí. Antic magatzem dins el nucli urbà.[7]
- Església de Santa Maria de Gerri. Monestir benedictí, que conserva una imatge romànica de la Mare de Déu.
- Ermita de la Mare de Déu d'Arboló prop de la partió entre els antics termes de Gerri de la Sal i Arcalís, però dins del d'aquest segon.
- Antic molí fariner i central hidroelèctrica. A més de la molta del cereal de la rodalia, donava llum a Gerri i als pobles següents: Enseu, Baén, Bresca, Masies de Llaràs, Pujol, Canals, Peracalç, Useu i el Comte.

## Festes locals
- Santa Maria 15 d'agost
- Sant Feliu 1 d'agost
- Festa Major: 3r dissabte del mes d'agost

## Cultura popular i tradicional
Gerri de la Sal conserva el que es considera una de les joies de la cultura popular i tradicional: el Ball de la Morisca. Es tracta d'un ball molt antic (no se sap quin origen té), però pel nom i alguns detalls dels passos i del vestuari, es deu tractar d'una dansa medieval, refeta al llarg de l'edat moderna i del segle xix.
La llegenda, coneguda a bastament a la comarca, explica el fet que un rei moro pretenia la filla del batlle de Gerri de la Sal. Més que pretendre-la, l'exigia a canvi de la pau. La noia, per tal de deslliurar-se'n, preparà un bon parany per al moro i els seus acòlits: després d'un bon dinar, ballaria per al seu pretendent, el deixaria ben enlluernat  amb els seus moviments del ball, i en el moment culminant, faria un bon cop de peu a terra amb el taló, moment en què sortirien, armats, tots els salats de Gerri i acabarien, o expulsarien, segons les versions de la llegenda, els moros de la vila. Així es feu, la jugada tingué èxit, i des d'aleshores queda instituïda la dansa com a ball propi de la vila, que es ballaria sempre el dia de la Festa Gran del poble en honor de la noia espavilada que els va lliurar dels invasors.
La dansa antigament era molt més llarga que ara. La música es repetia tretze vegades; la primera, el senyal de morisca, servia perquè els balladors es preparessin per començar. Sense pausa, començava la segona repetició, i així fins al final. Les tres primeres vegades es ballava amb els dansaires donant-se la mà, canviant de direcció a cada fragment. Les parts de la 4 a la 6, els balladors se separaven, i començaven la part més espectacular de la dansa, que estava directament relacionada amb la llegenda: sense parar de dansar, el noi no es movia de lloc, i la balladora se'n separava com rient-se'n, giravoltava i anava a ballar darrere del dansaire, fins que aquest es girava de sobte i tornava a quedar de cara a la balladora. Les parts de 7 a 9 eren repetició de la 1 a la 3, i de la 10 a la 12 es repetia el que s'acaba d'explicar. Al final de cada part, els dos balladors se saludaven i feien un cop al terra amb la punta del peu, com més enfora millor, i procurant de fer-lo coincidir amb la darrera nota musical. Mentrestant, els tiradors que acompanyaven la dansa, amb escopetes i trabucs, disparaven un tret enlaire també coincidint amb la nota final de cada tirada.
Mentrestant, la gent que s'ho mirava no s'estava quieta: des dels balcons, es llençaven ametlles i confits als balladors, per tal de fer-los perdre el compàs, alhora que la quitxalla del poble mirava de posar-se entre les cames dels balladors. Aquests havien de mantenir sempre els passos de la dansa, sense perdre ni un sol punt.